# Плодовский сельский совет
Плодо́вский се́льский сове́т (укр. Плодовська сільська рада, крымскотат. Azek köy şurası, Азек кой шурасы) — административно-территориальная единица в Бахчисарайском районе в составе АР Крым Украины (фактически до 2014 года; ранее до 1991 года — в составе Крымской области УССР в СССР, до 1954 года — в составе Крымской области РСФСР в СССР).
В начале 1920-х годов в составе Симферопольского района  был образован Азекский сельсовет  и на момент всесоюзной переписи населения 1926 года он состоял из двух сёл: Азек и Ойсунки с населением 665 человек. К 1940 году сельсовет включили в состав Бахчисарайского района.
Указом Президиума Верховного Совета РСФСР от 21 августа 1945 года Азекский сельсовет был переименован в Плодовский.
С 25 июня 1946 года сельсовет в составе Крымской области РСФСР, а 26 апреля 1954 года Крымская область была передана из состава РСФСР в состав УССР. Время расширения сельсовета пока точно не установлено: на 15 июня 1960 года, согласно «Справочник административно-территориального деления Крымской области на 15 июня 1960 года», состав совета был следующим:

| - Балки - Брянское - Горка - Дорожное - Залесье | - Заветное - Заячье - Нововасильевка - Плодовое - Растущее | - Репино - Самохвалово - Севастьяновка - Солнечное - пос. Стальное |

На 1968 год совет включал 9 сёл:

| - Плодовое - Брянское - Горка - Дорожное - Дубровка | - Каштаны - Кочергино - Отрадное - Шевченково |

В период с 1968 по 1977 годы из Плодовского был выделен Каштановский сельсовет с сёлами Брянское, Каштаны, Кочергино, Отрадное и Шевченково.
К 2014 году в состав сельсовета входило 5 сёл:
- Плодовое
- Брянское
- Горка
- Дорожное
- Дубровка

С 2014 года на месте сельсовета находится Плодовское сельское поселение.